# والری لاربو
والری لاربو (به فرانسوی: Valery Larbaud) نویسنده، شاعر، رمان‌نویس، مقاله‌نویس و مترجم قرن نوزدهم میلادی اهل فرانسه بود.